# Földes László (irodalomkritikus)
Földes László (Arad, 1922. június 26. – Kolozsvár, 1973. január 10.) magyar irodalomkritikus, szerkesztő. Földes Mária férje.

## Életútja
A középiskolát Aradon és Budapesten végezte, a kolozsvári Bolyai Tudományegyetemen lélektan-filozófia szakon 1947-ben szerzett tanári képesítést. 1947 és 1953 között az egyetem lélektani, majd filozófiai tanszékén tanársegéd, ill. lektor, 1953-tól pedig a kolozsvári Képzőművészeti Főiskola és a Zenekonzervatórium esztétikatanára. Még egész fiatalon a romániai magyar irodalom fejlődése szempontjából fontos funkciókat töltött be: tanári állása mellett 1950 és 1956 között az Állami Irodalmi és Művészeti Kiadó kolozsvári fiókjának főszerkesztője, 1956-tól pedig az Utunk főszerkesztője; hosszú megszakítás után, 1970-től ismét alkatának, széles körű érdeklődésének megfelelő szerkesztői munkát végzett mint a bukaresti A Hét főszerkesztő-helyettese.
Első kritikai írását mestere, Gaál Gábor közölte az Utunkban 1947-ben. A forradalmi romantika s a vele hovatovább összeszövődő dogmatizmus természetesen rányomták bélyegüket kritikai indulására; korai cikkei nem annyira az elemzőkészséget, mint inkább az irodalompolitikusi rátermettséget bizonyították. Az 1950-es évek második felétől született kritikái, esszéi, irodalomtörténeti igényű pályaképei nemcsak szemléletileg haladták meg előző bírálatait, azok publicisztikai állásfoglalását, összefoglaló jellegű műfaji felméréseit, hanem – alapos filozófiai és irodalmi műveltségét, modern lélektani felkészültségét kamatoztatva – többnyire közvetlenül polemizáltak a proletkultos szemlélettel, az irodalmi vulgarizálással.
Létay Lajos költészetének beható elemzésében például az idillizmus művészeti kártékonyságára is figyelmeztet (1957). Papp Ferenc írói megújhodásából pedig a dogmatizmus tehetségsorvasztó hatásának tanulságát mutatja ki (1967). Dsida Jenő költészete című terjedelmes tanulmányában (1957) az elsők között kísérelte meg a két háború közötti romániai magyar irodalom örökségének árnyaltabb átértékelését, bár a formaelemzés elnagyolása miatt az eredmény nem egyértelmű.
Kitűnő elemzőkészségét elsősorban Szabédi László és Horváth Imre költői életművének, Lászlóffy Aladár első versköteteinek értelmezésében, bírálatában érvényesítette, ahol a költészet logikailag megragadható, kategorizálható elemei meghatározó szerephez jutnak. Különösen Szabédi-tanulmányában (Az egészet akartam, 1956) sikerül "az értelem puritán szigorát" a formaelemek dialektikus rendjében kimutatnia. Lászlóffy-elemzésében már-már egy önálló József Attila-tanulmány körvonalai villannak fel, s a József Attila utáni modern magyar líráról fogalmaz meg benne ma is megszívlelendő igazságokat.
Mint kritikus a "szellemi reflexek"-ben éli ki magát. Eredeti gondolatai irodalomról, színházról, képzőművészetről nem rendeződnek szilárd rendszerbe, tanári előadásai, szerkesztői kezdeményezései (főként a könyvkiadói munkában és az Utunk-szerkesztés éveiben), írásban rögzített vagy szóbeli vitákban elhangzó érvei viszont közvéleményt formáló erejűek voltak, jelentős tényezők a fiatal művésznemzedék szemléletének alakulásában.
Kötetben kevés anyagot hagyott maga után. Tóth Sándorral sajtó alá rendezte Gaál Gábor filozófiai, társadalomtudományi egyetemi jegyzeteit (Kolozsvár, 1947); kritikusi életművének jelentős része ma is csak a korabeli lapokban szétszórva található, s önmagával szembeni szigorúságát tanúsítja, hogy a romániai magyar novella első évtizedének átfogó elemzését tartalmazó könyve kéziratát éppúgy félretette, mint ahogy egyetlen, életében megjelent tanulmánykötetéből (A lehetetlen ostroma, 1968) kizárta az 1950-es évek derekáig írott összes tanulmányait. Egy második tanulmánykötetének befejezésében halála akadályozta meg.
Nekrológjában így jellemzi Deák Tamás: „Szenvedélyes volt az elvontságban is. Szerette az elvontságot, a szellemi tornát, a filozófiai tréfát, a mutatványt, a bravúrt. Ha majd a bírálatairól írunk, nem szabad megfeledkeznünk Földesnek erről a mondhatni élveteg öröméről az absztrakcióban, mert talán ebben volt a »legmodernebb«, ő, a nagyon modern ember.”